# Sashatherina
Sashatherina – monotypowy rodzaj ryb o niepewnej pozycji taksonomicznej (incertae sedis) z rodziny aterynowatych (Atherinidae) opisany z Nowej Gwinei (Papua Zachodnia).

## Klasyfikacja
Gatunki zaliczane do tego rodzaju:
- Sashatherina giganteus